# Zala (rzeka)
Zala – rzeka w zachodnich Węgrzech. Długość – 138 km, średni przepływ – 6 m³/s. 
Źródła przy granicy węgiersko-austriackiej. Uchodzi do jeziora Balaton, gdzie tworzy deltę. Ważny korytarz ekologiczny, miejsce gniazdowania ptaków wodno-błotnych. Największym miastem leżącym nad rzeką Zala jest Zalaegerszeg.